# Madone, Lombardiet
Madone är en ort och kommun i provinsen Bergamo i regionen Lombardiet i Italien. Kommunen hade 4 002 invånare (2018).